# Бланка Липинска
Бланка Липинска (пољ. Blanka Lipińska; Пулави, 22. јул 1985) пољска је козметичарка и књижевница, најпознатија по еротској трилогији која је почела романом 365 дана. Први и други роман адаптирани су за филмове из 2020. и 2022. за које је написала сценарио и у којима је глумила у камео улози.

## Биографија
Рођена је у Пулавију, на југоистоку Пољске, као ћерка Малгожате и Гжегожа Липинског. Након завршене средње школе, завршила је козметичку школу.
Пре него што је постала књижевница, Липинска је радила као терапеут-хипнотизер. Ужива у спорту и фитнесу, као и у једрењу.

## Дела
Три књиге Липинске су део трилогије. Прво су објављене на пољском језику. Превод прве књиге на српски је објављен у мају 2021, а друге, Овај дан, биће објављен током 2022. године. Догађаји у све три књиге се дешавају у размаку од неколико месеци. Липинска је изјавила да је инспирација за еротску трилогију добила по читању романа Педесет нијанси — Сива и путовању на Сицилију. Дела је описала као полуаутобиографска.
- ,  2018.
  - 365 дана (издање на српском), 2021.
- ,  2018.
  - 365 дана: Овај дан (издање на српском), 2022.
- ,  2019.